# یوری تمیرکانوف
یوری تمیرکانوف (روسی: Ю́рий Хату́евич Темирка́нов؛ زادهٔ ۱۰ دسامبر ۱۹۳۸) رهبر (موسیقی)، و مربی موسیقی اهل روسیه است.
وی همچنین برندهٔ جوایزی همچون جایزه هنرمند مردمی اتحاد جماهیر شوروی، هنرمند مردمی جمهوری شوروی فدراتیو سوسیالیستی روسیه، جایزه دولتی اتحاد شوروی، و نشان لنین شده‌است.